# 이수진 (아나운서)
이수진(1991년 5월 11일~ )은 대한민국의 기자다.

## 학력
- 동덕여자대학교 경제학·국어국문학 학사
- 한국과학기술원 과학저널리즘대학원 석사

## 경력
- 2018년 4월 ~ 2018년 12월 JTBC 아나운서팀 아나운서
- 2018년 7월 ~ 2018년 12월 JTBC 주말뉴스취재부 기자
- 2018년 12월 ~ 2019년 6월 JTBC 사회2부 기자
- 2019년 7월 ~ 2020년 12월 JTBC 기동이슈팀 기자
- 2020년 12월 ~ 2023년 11월 JTBC 스포츠문화부 기자
- 2023년 12월 ~ 2025년 6월 JTBC 라이브뉴스부 기자
- 2025년 7월 ~ 현재 JTBC 뉴스룸부 기자

## 작품

### 뉴스
- JTBC 《JTBC 뉴스 아침& 서브진행》(2018년 5월 28일 ~ 2018년 7월 6일)
- JTBC 《이 시각 뉴스룸 평일 임시진행》(2018년 9월 17일, 9월 21일, 9월 25일, 11월 25일, 11월 27일)
- JTBC 《이 시각 뉴스룸 주말 임시진행》(2018년 12월 14일 ~ 2018년 12월 16일)
- JTBC 《이 시각 뉴스룸 주말 진행》(2018년 7월 21일 ~ 2020년 2월 15일, 2022년 2월 26일 ~ 2022년 8월)
- JTBC 《310 중계석》(2020년 10월 30일, 11월 20일, 12월 2일)
- JTBC 《사건반장 금요일 진행》(? ~ 2021년 12월 31일)
- JTBC 《사건반장 출연 기자》(2022년 3월 28일 ~ 2022년 7월 5일)
- JTBC 《JTBC 뉴스룸 스포츠 뉴스》(2022년 11월 14일 ~ 2023년 12월 8일)
- JTBC 《오대영 라이브 서브 진행》(2024년 5월 27일 ~ 2025년 7월 25일)
- JTBC 《논/쟁 서브 진행》(2025년 3월 6일 ~ 2025년 7월 24일)
- JTBC 《JTBC 뉴스룸 (주중)》(2025년 8월 4일~현재)